# プレゼンス 存在
『プレゼンス 存在』（プレゼンス そんざい 原題：Presence）は、2024年制作のアメリカ合衆国のホラー映画。
幽霊屋敷に引っ越してきた一家が体験する恐怖を、全編“幽霊目線”の一人称で描く。スティーヴン・ソダーバーグ監督。

## キャスト
- レベッカ・ペイン：ルーシー・リュー
- クリス・ペイン：クリス・サリヴァン
- クロエ・ペイン：カリーナ・リャン
- タイラー・ペイン：エディ・マディ
- ライアン：ウェスト・マルホランド